# Smithers (Colombie-Britannique)
Pour les articles homonymes, voir Smithers.
Smithers est une ville de la province de la Colombie-Britannique, au Canada. Elle comptait 5 401 habitants en 2016.

## Démographie
| 2001  | 2006  | 2011  | 2016  |
| ----- | ----- | ----- | ----- |
| 5 414 | 5 217 | 5 404 | 5 401 |

## Personnalités liées au bourg
- Nicolas Coccola (1854-1943) : missionnaire mort à Smithers.